# Cerura olindata
Cerura olindata är en fjärilsart som beskrevs av William Schaus 1939. Cerura olindata ingår i släktet Cerura och familjen tandspinnare. Inga underarter finns listade i Catalogue of Life.